# Святковий провулок
Святко́вий прову́лок — зниклий провулок Києва, місцевість Академмістечко. Пролягав від Північного провулку до вулиці Академіка Доброхотова.
Прилучалися вулиці Ірпінська та Радгоспна (нині — Василя Стуса) та Святкова.

## Історія
Виник у 20–30-х роках XX століття під назвою провулок 1-го Травня або Першотравневий провулок. Назву Святковий провулок отримав 1977 року. 
Ліквідований у 2-й половині 1980-х років у зв'язку з частковим знесенням старої забудови та будівництва багатоповерхових будинків.